# Zoom Player
Zoom Player — умовно-безплатний мультимедійний програвач із закритим сирцевим кодом і з інтерфейсом для відтворення аудіо- та відеофайлів. Підтримує понад 90 форматів. Має розширені опції для налаштування виведення звуку та відео (деякі з них недоступні у безплатній версії).

## Опис
Має простий інтерфейс користувача і може служити альтернативою системному програвачу Microsoft Windows або GOM Player. З основних переваг плеєра можна виділити zoom-функцію, завдяки якій можна підвищити якість телевізійного зображення, невеликий розмір інсталяційного пакунка, а також незначне навантаження на ресурси системи.
Застосунок уміє складати списки відтворення, підтримує деінтерлейсинг та роботу дисками Blu-Ray, теми оформлення та готові шаблони, які надають розробники продукту.
Має базові функції, які присутні в інших програвачах, уміє обробляти популярні мітки та формати музичних файлів. Сумісний із технологіями ActiveX і QuickTime і підтримує створення закладок.
Варто відзначити наявність великого екранного меню (система так званих «навігаторів»), яке дозволяє керувати програвачем на відстані (за допомогою пульта дистанційного керування), що вигідно вирізняє його серед програвачів.

## Можливості
- Навігація з можливістю використання «гарячих» клавіш
- Динамічна панель керування для повноекранного режиму
- Підтримка командного рядка
- Налаштовуваний еквалайзер
- Функція zoom дозволяє покращити якість телевізійного зображення[6]
- Підтримка інтерфейсу WinLIRC для ПДК[7]
- Вбудовані аудіо та відео фільтри
- Підтримка більшості операційних систем Windows

## Недоліки
- Не містить вбудованих кодеків[8]
- Функціональні обмеження у безкоштовній версії